# Hans Huffzky
Hans Huffzky, eigentlich Johannes Oswald, (* 3. April 1913 in Dresden; † 5. Dezember 1978 in Hamburg) war ein deutscher Journalist, Herausgeber und Verlagsberater. Er entwickelte und führte eine Reihe erfolgreicher Frauenzeitschriften.

## Erste Jahre
Hans Huffzky kam aus einfachen Verhältnissen. Sein Vater, ein gelernter Feilenhauer, hatte sich zum kleinen Angestellten hochgearbeitet. Er starb früh. Mutter Martha Oswald brachte Johannes und seine Schwester mit einem Bietchen oder Grünwarenladen durch, einem kleinen Gemüsegeschäft.
Mit zwölf oder 13 Jahren schloss sich Johannes der Bündischen Jugend an. Er wurde Mitglied der Ortsgruppe Dresden-Seevorstadt der sächsischen Jungenschaft im Bund der Deutschen Freischar. Die Jugendorganisation ermöglichte ihm eine Reihen von Auslandsaufenthalten. Als Sechzehnjähriger schrieb er unter dem Pseudonym Hans Huffzky ein kleines Buch mit dem Titel: Wir durchstreifen Bulgarien. Zehn Pfadfinder auf abenteuerlicher Großfahrt. Der Schriftsteller Walter von Molo steuerte einen wohlwollenden Begleittext bei. Die Zeichnungen kamen vom Reiseteilnehmer und Freund Armin Schönberg.
Während seiner Schulzeit publizierte Huffzky seine Reiseerlebnisse in verschiedenen Zeitungen. 1932 bezeichnete Kürschners Deutscher Literatur-Kalender ihn bereits als Schriftsteller. Das war das Jahr, in dem er sein Abitur machte. Das Pseudonym Hans Huffzky behielt er bei.

## Frankfurt
Nach dem Abitur volontierte Huffzky ein Jahr beim Frankfurter Sozietäts-Verlag unter dem Schriftleiter Franz Geisenheyer. Neben einer bunten Themenpalette von Mode bis zu Katastrophen, brachte das Blatt einzelne kritische Reportagen. Dem Volontariat folgte eine Einstellung bei der Frankfurter Zeitung im selben Verlag.
Zusätzlich zu seiner Arbeit für deren Lokalteil schrieb er für Die neueste Zeitung, einem Massenblatt des Sozietäts-Verlags.

## Berlin
1933 tauschte er seine Stelle mit dem Jungredakteur und Freund Hans Köster und wechselte bis 1937 in die Berliner Redaktion der Frankfurter Zeitung. 1934 veröffentlichte er sein zweites und letztes Buch: Drei trampen nordwärts. Eine Jungensfahrt durch Schweden. Heinz Köster und er ließen den vom Schreibverbot betroffenen jüdischen Kollegen Heinz Berggrün unter ihren Namen Beiträge verfassen und ließen ihm das Honorar zukommen. Berggrün emigrierte später in die USA.
Um das Jahr 1937 machte sich Huffzky als Journalist selbstständig. Er schrieb Artikel für Blätter, die nicht der nationalsozialistischen  Parteipresse angehörten. In verschiedenen Fragebögen machte er unterschiedliche Angaben zu seinen Auftraggebern. Danach arbeitete er freiberuflich für das Berliner Tageblatt, die Leipziger Neuesten Nachrichten, verschiedene Rundfunksender und die Frauenzeitschriften  Die Dame, Hella und Die junge Dame.

## Die junge Dame
1938 holte Verleger John Jahr senior den 25-jährigen Hans Huffzky als Hauptschriftleiter zur Frauenillustrierten Die junge Dame. Nach Angaben von Jahr hatte Huffzky zu diesem Zeitpunkt  wegen der Gleichschaltung nicht mehr viel Lust daran gehabt, für das Berliner Tageblatt zu schreiben.

## Kriegsdienst
1940 wurde Huffzky zum Kriegsdienst eingezogen. Im Impressum der Jungen Dame blieb er Hauptschriftleiter. Nach fünf Monaten als Infanterist wurde er als Kriegsberichterstatter zu einer Propagandakompanie versetzt. Zunächst schrieb er einige launige Berichte über das Soldatenleben für seine Zeitschrift. Von 1942 bis 1944 wurde er Hauptschriftleiter der Armeezeitung. Wie alle Frontzeitungen unterstand sie der Abteilung für Wehrmachtpropaganda im Oberkommando der Wehrmacht. Seine Berichte hierfür gerieten etwas realitätsnäher. Er verstand es, Artikel so zu verfassen, dass sie weder bei der Zensur aneckten, noch Ängste der heimischen Leserschaft verstärkten. Häufig betonte er Kameradschaft der Soldaten und zusammenschweißende gemeinsame Erlebnisse der Männer. Erst gegen Ende seiner Tätigkeit für die Armeezeitung schilderte er schreckliche Seiten des Krieges. Jeder politischen Wertung hielt er sich fern. Kritische Texte wären bei der strikten Zensur auch nicht möglich gewesen. Bei der Arbeit für die Frontzeitung freundete er sich mit Helmut Grömmer an, der den Unterhaltungsteil der Zeitung leitete.

## Nach dem Krieg
Nach Kriegsende arbeitete Huffzky zunächst wieder als freier Mitarbeiter für Verlage und den Nordwestdeutschen Rundfunk, plante mit Freund Grömmer neue Zeitschriften und vertiefte sich in marxistische Studien. Als ehemaliger Offizier und Mitarbeiter der Armeezeitung hatte er keine Möglichkeit, eine der damals für die Herausgabe einer Zeitschrift erforderliche Lizenzen von der Militärregierung zu erhalten. Ende der 1950er Jahre unterstützte Huffzky in Hamburg gemeinsam mit den Verlegern Ernst Rowohlt und John Jahr senior finanziell die Bemühungen von Klaus Rainer Röhl, mit konkret ein populäres, linkes Magazin im Zeitschriften-Markt zu verankern.

## Constanze
1947 holte Verleger John Jahr senior den Journalisten als künftigen Chefredakteur der Constanze nach Hamburg. Jahr hatte gemeinsam mit Axel Springer von der britischen Militärregierung eine Lizenz für die Herausgabe einer Frauenzeitschrift erhalten. Huffzky brachte eine Reihe von Mitarbeitern der alten Jungen Dame mit, unter anderem Ruth Andreas-Friedrich und den Fotografen Hubs Flöter. Er holte seinen Schulfreund Henry Reinhard Möller als Layouter, seinen Jugendfreund Armin Schönberg als Illustrator und Berater und verpflichtete Helmut Grömmer, von der früheren Armeezeitung, als seinen Stellvertreter. Für die Redaktion machte es keine Schwierigkeiten, das Idealbild der Frauen im Nationalsozialismus zu vergessen und durch ein etwas moderneres Frauenbild aufzufrischen.
Constanze hatte unerwartet großen Erfolg. auf Anhieb wurden 300 000 Exemplare verkauft. Die Zeitschrift blieb lange die marktbeherrschende Frauenzeitschrift der Nachkriegszeit. Huffzky verließ die Redaktion 1957, blieb dem Verlag als Berater verbunden. Grömmer wurde sein Nachfolger als Chefredakteur.

## Petra
Huffzky sah sich mittlerweile mehr als Blattmacher denn als Journalist. Nach seinem Konzept erschien 1964 die ebenfalls erfolgreiche Petra, eine Frauenzeitschrift, die jüngere Leserinnen ansprechen sollte. Sie wurde an den konkurrierenden Jahreszeiten-Verlag verkauft und besteht bis heute.

## Brigitte
In den Fünfzigerjahren bekam Huffzky den Auftrag, ein Konzept für eine weitere Frauenzeitschrift zu erstellen: Brigitte. Da Constanze mit ihren Leserinnen in die Jahre gekommen war und wegen der Umstellung von zweiwöchentliche auf wöchentliche Erscheinungsweise in Schwierigkeiten geraten war, sollte eine modernere Zeitschrift für jüngere Leserinnen entstehen. Das Konzept, mit den Constanze- Redakteuren Peter Brasch und Hannelore Krollpfeiffer erstellt, zeigte wiederum Erfolg. 1969 ging Constanze in Brigitte auf.

## Forschung
Hans Huffzky starb 1978. Medienwissenschaftler beschäftigen sich mit ihm und seinen Frauenzeitschriften. Sie gehen unter anderem der Frage nach, wie es gelingen konnte, erfolgreiche Frauenzeitschriften unter drei Regierungen zu schaffen (Drittes Reich, Militärregierung, Demokratie). Und sie stellen die Frage nach dem Frauenbild Huffzkys und inwieweit es in die Zeitschriften Eingang gefunden hat. Huffzkys Tochter Karin erklärte, privat und beruflich habe er den Typ Sekretärin bevorzugt. Die Karriere begabter Frauen habe er zwar durchaus gefördert, aber erwartet, dass sie eher in untergeordneten Berufen ihre Erfüllung fänden, und dass sie zwar finanziell, nicht aber geistig vom Mann abhängig sein sollten.

## Trivia
Huffzky wird der Satz zugeschrieben „Der Chef der Zeitschrift Unser Tier ist auch kein Dackel“ auf die Frage, wie es sein könne, dass er als Mann eine Zeitschrift für Frauen verantworte.

## Werke
- Hans Huffzky: Wir durchstreifen Bulgarien, Orell Füssli Verlag, Zürich 1931